# Филип III (Намюр)
Вижте пояснителната страница за други личности с името Филип III.
Филип III дьо Дампиер (на френски: Philippe III de Namur, * 1319, † септември 1337 във Фамагуста) от Дом Дампиер, е от 1336 до 1337 г. граф на Намюр.

## Биография
Той е четвъртият син на граф Жан II († 1330) и втората му съпруга Мари д’Артуа (* 1291, † 1365), дъщеря на Филип д’Артуа (1269 – 1298). По-големите му братя са Жан II († 1335) и Ги II († 1336). Сестра му Бланш се омъжва през 1335 г. за шведския крал Магнус II Ериксон.
Филип III тръгва с брат си Вилхелм I, с граф Едуард I от Бар и граф Хайнрих II от Вианден (съпругът на сестра му Мария), за Светите земи през Кипър. През 1337 г. Филип III, зет му Хайнрих II и Едуард I са убити от местните жители във Фамагуста. Филип III и Хайнрих II са погребани във францисканската църква на Кордилерите във Фамагуста.
По-малкият му брат Вилхелм I († 1391) го наследява на трона.